# Săcălaz, Timiș
Săcălaz (în germană Sackelhausen) este satul de reședință al comunei cu același nume din județul Timiș, Banat, România.

## Geografie
Se situează la 4 km vest de ieșirea din municipiul Timișoara, pe drumul național DN59 A Timișoara - Jimbolia. Se învecinează la nord cu Dudeștii Noi, la est cu Timișoara, la sud cu Utvin și Sânmihaiu Român, la sud-vest cu Sânmihaiu German, la vest cu Beregsău Mare și la nord cu Becicherecu Mic.

## Administrație
Are în componență trei sate: Săcălaz, satul de reședință, Beregsău Mare și Beregsău Mic.

## Istorie

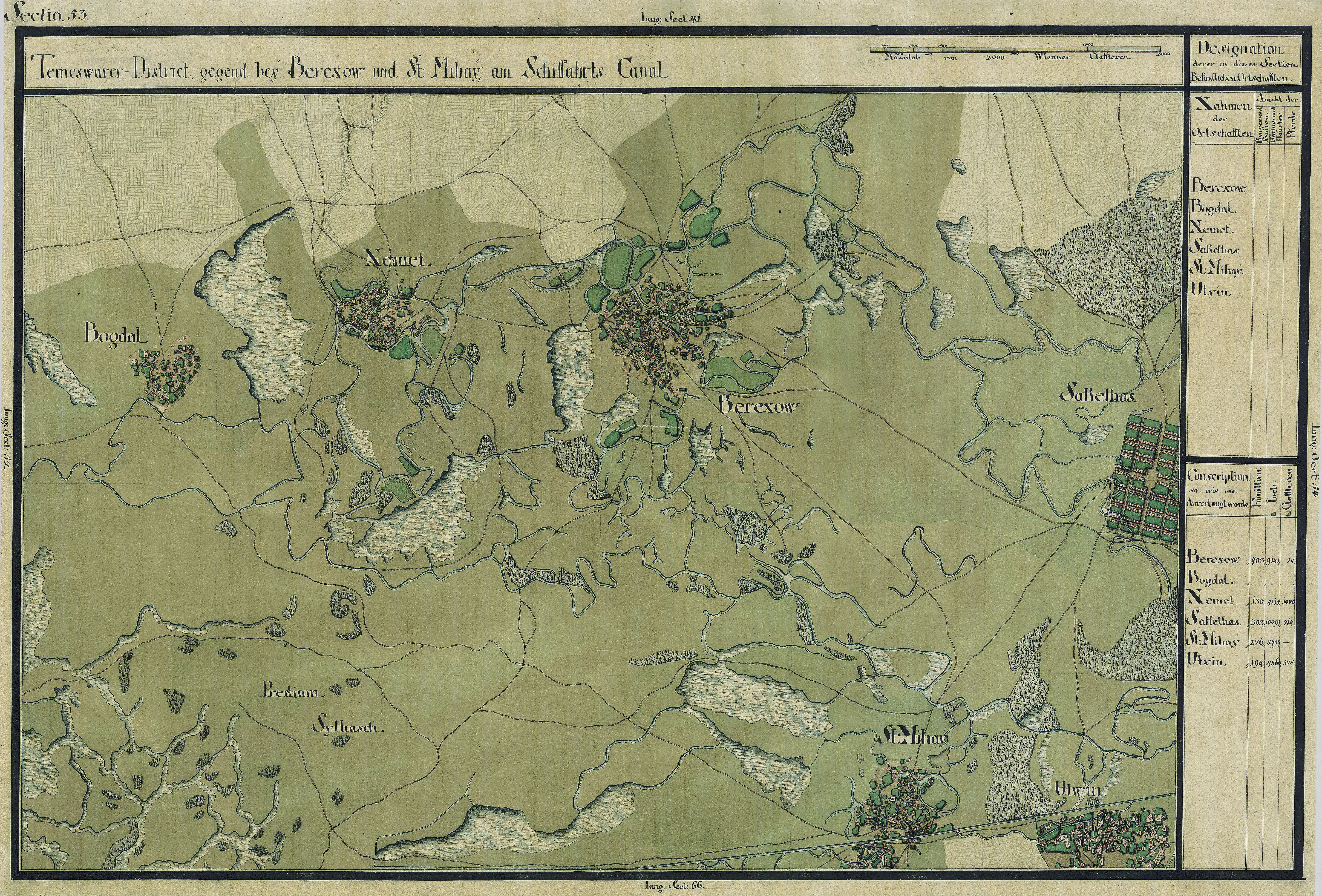
Săcălaz în Harta Iosefină a Banatului, 1769-72

Săcălazul este pentru prima dată atestată documentar într-o diplomă din 29 decembrie 1392, în care se făcea delimitarea hotarului satului Zakalhaza, denumire pe care a păstrat-o până în anul 1520. când proprietatea Zakalhaza, cu toate terenurile sale, a fost atribuită lui Blasius de Peterd, moștenitorilor și descendenților săi.
Într-un document din anul 1707, locul este menționat ca Zakalhaz (Săcălaz), fiind locuit de populație românească. În dosarele arhivelor Camerei de la Curte (Viena), deja în jurul anului 1717, satul apare ca având 66 de case. Aceste case, împreună cu o biserică (aproximativ 20x12 metri) și cu casa mai mare a Oberkneses (șeful localității) Schiwoin (Jivoin), erau situate pe o ușoară înălțime a actualei străzi Vlahilor, protejate de inundațiile anuale.
În 1765 sosește aici primul val de colonizatori germani șvabi, din ordinul Mariei Terezia. Aceasta a emis "Patenta de colonizare" din 25 februarie 1763 și mai apoi Decretul pe care l-a înaintat la "Oficiul de Colonizare bănățean" în 1765, prin care dispunea mutarea populației românești în partea de sud a Torontalului, pentru a face loc coloniștilor șvabi. Astfel, populația română de circa 60 de familii este nevoită să abandoneze Săcălazul și se mută în localitatea Torac (în Banatul Central), unde întemeiază o nouă așezare. La rândul lui, satul Beregsău Mic a fost colonizat cu populație sârbească.
Următoarele valuri de colonizatori germani (1744-1772, 1782-1787) au stabilit definitiv predominanța germană a localității. Planurile dezvoltării Săcălazului au fost trasate pe hârtie la Viena, în forma unei table de șah, cu Biserica Catolică în centru.